# Црква Покрова Пресвете Богородице у Лозници
Црква Покрова Пресвете Богородице у Лозници, према постојећим записима, подигнута је 1873. године на месту старијег здања, из устаничких времена, о којем нису сачувани готово никакви релевантни подаци. Црква је седиште Архијеријског намесништва лозничког Епархије шабачке Српске православне цркве.
Црква је подигнута на месту Лозничког града које је било војничко утврђење у Лозници из доба Вожда Карађорђа, од којег су до данас очувани остаци бедема и ровова неправилне основе, који су на југоисточној страни у потпуности уништени. Лознички шанац подигнут је по заповести господар Јакова Ненадовића марта 1807. године.
При Храму Покрова Пресвете Богородице у Лозници постоје два хора: Црквени хор - свети Роман Слаткопојац и Дечији хор Свети Сава.

## Историјат
Још 1867. године Конзисторија епархија шабачке предложила је да су у Лозници гради нова црква, али се црквена управа није одмах са тим сложила. Али 1869. године црквена управа је предложила да се прода један плац за 1.300 дуката, како би дошла до материјалних средстава. План за цркву добијен је 1871. године и одмах је отпочела градња. Наредне године црквена управа тражила зајам од 500 дуката за грађење цркве. Исте године до одобрен је уговор о подизању иконостаса и одобрен утрошак 150 дуката за сат на звонику.
Трошкове изградње цркве сносили су Варош Лозница са селима Клупци, Плоча, Башчелуци, Трбушница, Ковиљача и Брасина. Црква је изграђена за време владавине књаза Милана IV Обреновића у време док је епископ шабачки био Мојсеј Страгарац а парох протојереј Игњат Васић.

## Архитектура
Цркву је подигнута по пројекту архитекте Александра Бугарског, радове је обавио неимар Таса Наумовић из Шапца, коме је 1873. године преко погодбе исплаћено још 500 дуката цесарских за накнаде радове. Последња рата му је исплаћена тек 1879. године. За градњу цркве употребљен је камен од остатка манастира Воћњак, са гробља у том селу.

### Фасада
Фасада се одликује мирним, једноставним фасадама, са узаним и витким прозорима, чија форма наглашава вертикализам грађевине. На цркви постоје три улаза – главни западни и мањи портали са јужне и северне стране наоса. До сва три портала води ниско степениште, сва три портала су прилично узана и лучно завршена, усечена у масу зида. Над порталима се, са сваке стране, налазе по три висока прозора, чиме се донекле разбија монотонија пуних маса. 
Простор нартекса, наоса и поткуполни простор споља су покривени двосливним кровом једнаке висине. У силуети цркве доминира високи, витки звоник (висина 35 м) на полигоналном постољу и полигоналног облика, а завршен у виду кришкасте куполе са лантерном (и сама форма звоника, и лантерна на врху, јасно упућују на ренесансну и барокну архитектуру као на узоре за ово решење).

### Унутрашњост цркве
Црква је једноставна грађевина са једнобродном основом са бочним певницама, троделном олтарском апсидом и мањим параклисима дозиданим са обе стране припрате, под утицајем рашког стила. Користећи, дакле, подужну, једнобродну основу, Бугарски је задржао традиционалну поделу ентеријера на нартекс, наос, поткуполни простор и олтарску апсиду. Дужина грађевине од западног улаза до завршетка олтарске апсиде, укључујући и спољашњи зид, износи 29,45 м, а ширина 18,40 м, у певницама 20,50 м (рачунајући спољашње зидове); дубина самог олтара износи 6 м, а висина цркве, у средишњем делу, 13,40 м; највиша тачка олтара износи 12,6 м. У односу на наос, ниво пода у припрати уздигнут је за 15 цм, колико су уздигнути и солеја и олтарски простор. 
Изнад нартекса се, на спрату, налази галерија, отворена према наосу. Она се данас користи као простор за хор. Поткуполни простор представља интересантно решење, будући да су, поред средишње, главне куполе, постављене и две мање, по једна изнад сваке певнице. 

### Иконостас
Иконостас је почео да се гради исте године и кад црква. За осликавање иконостаса ангажован је један од најтраженијих и најуспешнијих представника нашег црквеног сликарства 19. века,  Никола Марковић, пореклом из Пожаревца. Чине га три зоне, повезане витким, удвојеним стубовима, дискретно обавијеним стилизованим лишћем, са укупно двадесет седам икона.